# まき餌
まき餌（まきえ）とは、釣りを行う際に魚をおびき寄せるためにまく餌のこと。

## 主な材料
おびき寄せるのが目的であるため、冷凍のオキアミやアミなど安価なものが使われる。また、魚の視覚、嗅覚に訴えるために土やさなぎ粉を混ぜたりもする。

## 使用方法
サビキ釣りではサビキカゴに入れて使い、チヌ釣りなどではまぜた撒き餌を杓（しゃく）と呼ばれるひしゃくを小さくしたような道具で仕掛けを投下する付近に投げる。
撒き餌を入れるかごは、コマセカゴと呼ばれ、この時の撒き餌はコマセと呼ばれる。

## 特徴
メリットは安価で釣果が比較的期待できることだが、デメリットもあり、混ぜるのに手が臭くなったり、外道（対象とする魚以外の魚）まで寄ってきてしまうことである。また、釣りの名所では撒き餌による海底の汚染が問題視されているところもある。

## 規制
東京都・茨城県・福井県では、漁業調整規則によってまき餌が禁止されている。（福井県では2020年12月1日より解禁される）